# レジーナ・ワン
レジーナ・ワン（ワン・チェン、ワン・チエン、万茜、Regina Wan、1982年5月14日 - ）は、中華人民共和国の女優・歌手。

## 経歴
湖南省益陽市出身で、幼少期から声楽を学んでいた。上海戯劇学院で演技を学び、在学中の2002年に『金鎖記』でテレビドラマデビュー。国際演劇フェスティバルに3年連続で出演して舞台女優として頭角を現す。卒業後も毎年国立劇場の舞台に立つなど、2004年より本格的に女優業をスタートさせた。
2006年のドラマ『密令1949』の女性公安兵士役で注目を集め、その後多くのドラマに出演。また2006年には歌手としてもデビューしており、出演作の主題歌などを担当している。 2007年にはアルバム「万有引力」をリリースし、南北音楽祭で3つの新人賞を受賞した。
2008年の香港映画『バタフライ・ラヴァーズ』の端役で映画にも進出。2012年の映画『柳如是』で初主演。2013年の香港映画『聖誕玫瑰』での演技が高く評価され、同年のドラマ『小兒難養』で上海テレビ祭モスト・ポピュラー・スターズにノミネートされた。
2014年の台湾映画『軍中楽園』で第51回金馬奨最優秀助演女優賞を受賞。2017年の映画『你好，疯子!』で第24回北京大学生映画祭最優秀女優賞を受賞。
日本では2018年に中香合作映画『戦神 ゴッド・オブ・ウォー』『軍中楽園』、ドラマ『麗王別姫 〜花散る永遠の愛〜』が、それぞれ映画祭上映・劇場公開や放送・DVD化がされて知名度を上げた。
2020年、配信番組『乗風破浪的姐姐』で大ブレークし、2022年に主演したドラマ『大博奕』では高い評価を得た。2025年、映画『長夜将尽』で第27回上海国際映画祭の最優秀女優賞を受賞した。
私生活は公開していないが、すでに結婚しており2017年には長女を出産している。

## 出演作品

### 映画
- バタフライ・ラヴァーズ 劍蝶（2008年）
- 柳如是（2012年）
- 聖誕玫瑰（2013年）
- 軍中楽園 軍中樂園（2014年）
- 青田街一號（2015年）
- 隠れ鬼 捉迷藏（2016年）日本ではNetflixで配信
- 你好，疯子!（2016年）
- 戦神 ゴッド・オブ・ウォー 蕩寇風雲（2017年）
- 犯罪心理分析官 心理罪（2017年）日本ではAmazonprimeで配信
- 鵞鳥湖の夜 南方車站的聚會（2019年）
- 人潮汹涌（2021年）
- 兎たちの暴走 兔子暴力（2021年）
- 父に捧ぐ物語 我和我的父辈（2021年）2022東京・中国映画週間で上映
- 断·桥（2022年）
- 万里归途（2022年）
- 学爸（2023年）

### テレビドラマ
- 金鎖記（2004年）
- 天使的歌声（2005年）
- 观音妙缘（2005年）
- 青天衙门II（2005年）
- 密令1949（2005年）
- 长江一号（2008年）
- 开国前夜（2009年）
- 生死桥（2010年）
- 浴血记者（2010年）
- 上海，上海（2010年）
- 我的孩子我的家（2010年）
- 裸婚时代（2011年）
- 传奇之王（2011年）
- 假如我是真的（2012年）
- 我家有喜（2012年）
- 儿女情更长（2012年）
- 小儿难养（2013年）
- 花非花雾非雾（2013年）
- 特种兵之火凤凰（2013年）
- 婚战（2014年）
- 十送红军（2014年）
- 孩子回国了（2014年）
- 天生要完美（2015年）
- 好先生（2016年）
- 铁血淞沪（2016年）
- 熟男养成记（2017年）
- 将婚姻进行到底（2017年）
- 麗王別姫 〜花散る永遠の愛〜 大唐栄耀（2017年）
- 猎场（2017年）
- 海上牧雲記 〜3つの予言と王朝の謎 九州海上牧雲記（2017年）
- 三国志 Secret of Three Kingdoms 三国機密之潜龍在淵（2018年）
- 脱身（2018年）
- 生命里（2018年）
- 新世界（2020年）
- 第十二秒（2021年）
- 庭外 盲区（2022年）
- 天才基本法 天才基本法（2022年）
- 简言的夏冬（2022年）
- 大博弈（2022年）
- 县委大院（2022年）
- 女士的品格（2023年）
- 潜行者（2023年）
- 玫瑰的故事（2024年）
- 人民警察（2024年）